# Artes mecânicas
Canteiro de obras da Alta Idade Média retratado na Bíblia Morgan.
Artes Mecânicas (em latim: Artes Mechanicae) são conceitos medievais de práticas e habilidades ordenadas, frequentemente justapostas com as tradicionais artes liberais. Também conhecidas como "servil" e "vulgar", desde a antiguidade elas foram consideradas impróprias para os homens livres, por ministrar as necessidades mais básicas.

## Classificação
João Escoto Erígena (810, Irlanda - 877, Paris) as dividiu um tanto arbitrariamente em sete partes:
- Vestiaria (alfaiataria, tecelagem);
- Agricultura;
- Architectura (arquitetura, alvenaria);
- Militia e Venatoria (vida militar e caça, educação militar e artes marciais);
- Mercatura (comércio);
- Coquinaria (culinária e gastronomia);
- Metallaria (ferraria, metalurgia).[2]

No período medieval, era comum a organização dos artesãos em guildas para o exercício destas profissões. Em sua obra intitulada "Didascalion", Hugo de São Vitor (1096-1141) incluiu navegação, medicina e artes teatrais ao invés de comércio, agricultura e culinária. O tratado de Hugo elevava um pouco as artes mecânicas como ordenadas para o desenvolvimento da humanidade; uma promoção que representava uma tendência crescente ao longo dos últimos séculos da Idade Média.
A classificação das artes mecânicas como geometria aplicada foi introduzida na Europa Ocidental por Domingo Gundisalvo (século XII) sob a influência de seus estudos do conhecimento árabe.

## Evolução do conceito e usos contemporâneos
No século XIX, as artes mecânicas referiam-se aos campos de estudos, nos quais, alguns são atualmente conhecidos como engenharias. O uso do termo foi aparentemente uma tentativa de distinguir esses campos dos empreendimentos criativos e artísticos, como as artes do espectáculo e das artes plásticas que estavam para os intelectuais e as classes mais altas da época. As artes mecânicas eram também consideradas campos práticos por aqueles que não vieram de famílias de classes sociais mais ricas.
A evolução posterior do conceito de arte, que culminou com a formulação do termo belas artes por Charles Batteux (1713-1780), em 1746 (as belas artes reduzidas a um único princípio), fez desaparecer o conceito de artes vulgares ou mecânicas.